# Фархадская ГЭС

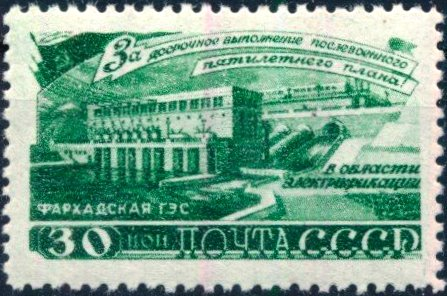
Почтовая марка СССР Фархадская ГЭС (Узбекская ССР) — 30 коп.

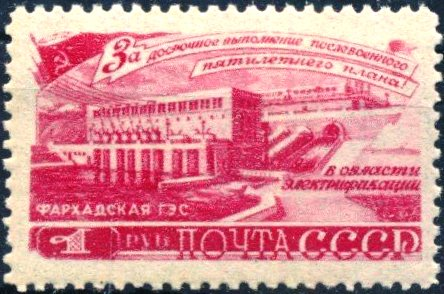
Почтовая марка СССР Фархадская ГЭС (Узбекская ССР) — 1 руб.

Фархадская ГЭС (ГЭС-16) — гидроэлектростанция на реке Сырдарья, вблизи города Ширин Сырдарьинской области Узбекистана (головной узел ГЭС находится на территории Таджикистана). Входит в состав Нарын-Сырдарьинского каскада ГЭС. В 1949—1970 годах — крупнейшая гидроэлектростанция Узбекистана. Эксплуатируется АО «Узбекгидроэнерго».

## Конструкция станции
Фархадская ГЭС представляет собой плотинно-деривационную гидроэлектростанцию с подводящей безнапорной деривацией. Установленная мощность электростанции — 128,24 МВт, проектная среднегодовая выработка электроэнергии — 531 млн кВт·ч, фактическая среднегодовая выработка электроэнергии (за 2001—2010 годы) — 473,5 млн кВт·ч.
Гидроэлектростанция представляет собой сложный комплекс сооружений, расположенных на территории протяжённостью 22 км. Сооружения ГЭС включают в себя:
- Головной узел на р. Сырдарья, включающий в себя:40°11′36″ с. ш. 69°18′18″ в. д.HGЯO
  - водосливную гравитационную бетонную плотину длиной 120 м. Плотина имеет 8 водосливных пролётов шириной по 10 м, перекрываемых плоскими затворами;
  - земляную плотину длиной 450 м и максимальной высотой 27,5 м;
  - водоприёмник-регулятор оросительного канала Дальверзин;
  - водоприёмник-регулятор деривации, пропускной способностью 470 м³/с. Имеет 7 отверстий пролётом по 10 м, снабжённых сороудерживающими решётками и плоскими затворами, для защиты от наносов оборудован промывными галереями.
- Деривационный канал, рассчитанный на расход 500 м³/сек с ирригационными водозаборами и селедуком, длиной ок. 11 км;
- Напорно-станционный узел, включающий в себя:
  - напорный бассейн (водоприёмник) с 4 напорными камерами, шугосбросным лотком и промывными галереями;
  - холостой водосброс пропускной способностью 200 м³/с. Имеет одно донное отверстие пролётом 7 м, перекрываемое плоскими затворами;
  - четыре металлических напорных трубопровода длиной по 68,5 м и диаметром по 6,5 м;
  - здание ГЭС.
- Отводящий канал длиной 3,6 км, заканчивающийся вододелителем, разделяющим расход воды между Кировским оросительным каналом и сбросным каналом длиной 3,3 км;
- Открытое распределительное устройство (ОРУ) 110/35 кВ.

В здании ГЭС установлены четыре вертикальных гидроагрегата. Два из них (станционные номера № 1 и 2) имеют мощность по 30,82 МВт, оборудованы поворотно-лопастными гидротурбинами, работающими на расчётном напоре 30,3 м. Турбины изготовлены Калужским турбинным заводом, генераторы — предприятием «Электросила». Еще два гидроагрегата (станционные номера № 3 и 4) имеют мощность по 33 МВт, оборудованы радиально-осевыми гидротурбинами РО-ВМ-406,4, работающими на расчётном напоре 32,5 м, и подвесными генераторами. Турбины изготовлены канадской фирмой Dominion Engineering Work (реконструированы Ленинградским металлическим заводом), генераторы — фирмой Westinghouse (реконструированы предприятием «Электросила»). Обслуживание гидроагрегатов производится двумя установленными в машинном зале мостовыми кранами грузоподъёмностью по 143 т, фирмы Dominion Bridge.
Плотина ГЭС образует Фархадское водохранилище недельного регулирования, с отметкой нормального подпорного уровня (НПУ) — 319 м. Проектный объём водохранилища — 350 млн м³, площадь 48 км², длина 46 км, наибольшая ширина 3,1 км, средняя глубина 7 м, максимальная глубина 20 м. Уровень водохранилища колеблется в пределах 1 м. За время эксплуатации водохранилище сильно заилилось, заросло травой и камышом, его фактическая полная ёмкость составляет не более 35-40 млн м³
Помимо выработки электроэнергии, Фархадская ГЭС играет важную роль в обеспечении водоснабжения и подачи воды на орошение (в частности, орошение всей Голодной степи обеспечивается Фархадским гидроузлом), в интересах сразу трёх стран — Узбекистана, Таджикистана и Казахстана. Сооружения станции обеспечивают забор воды в ряд оросительных каналов:
- каналы Дальверзин (узбекский и таджикский) — из Фархадского водохранилища;
- канал Бекабад (Узбекистан) — из деривационного канала;
- зональные машинные каналы ТМ-1 и ТМ-2 (Таджикистан) — из деривационного канала;
- Южно-Голодностепский магистральный канал (Узбекистан) — из деривационного канала;
- магистральный канал Дустлик (канал имени Кирова, Узбекистан) — из отводящего канала.

Также из деривационного канала Фархадской ГЭС обеспечивается подача воды для технического водоснабжения Сырдарьинской ТЭС.

## История строительства и эксплуатации
Проект (технико-экономический доклад) строительства Фархадской ГЭС был разработан Среднеазиатским отделением Гидроэнергопроекта в 1940 году. Решение о строительстве станции было принято Постановлением Государственного комитета обороны СССР 18 ноября 1942 года. Разработка проектного задания была начата в декабре 1942 года, велась под общим руководством Фархадстроя (главный инженер проекта — В. В. Пославский, главный архитектор — И. Ю. Каракис) с участием ряда организаций. Проектное задание было утверждено 15 июня 1943 года, технический проект был составлен в 1946 году и утверждён 1 февраля 1947 года.
Строительство станции было начато 10 февраля 1943 года, велось специально созданным в составе треста «Чирчикстрой» управлением «Фархадстрой». Строительство велось в тяжёлых условиях, с широким использованием ручного труда, методом народной стройки. Кроме того, при строительстве широко использовался труд немецких и особенно японских военнопленных. С июня 1944 года широко применялся труд спецпереселенцев из Крыма.
В 1944 году для подготовки фоторепортажа со строительства ГЭС был командирован известный советский фотокорреспондент Георгий Зельма, который приехал с фронта из рядов 8-й гвардейской армии, а за тем вернулся на фронт.
Река Сырдарья была перекрыта в декабре 1944 года, водохранилище было наполнено в 1947 году. Первые два гидроагрегата (станционные номера 3 и 4) мощностью по 33 МВт были введены в эксплуатацию 15 февраля 1948 года, турбины изготовлены канадской фирмой Dominion Engineering Work, генераторы — фирмой Westinghouse. Вторая очередь станции (два гидроагрегата со станционными номерами 1 и 2, мощностью по 24 МВт) были пущены 6 апреля и 30 июня 1949 года, мощность станции составила 114 МВт. В промышленную эксплуатацию Фархадская ГЭС была принята 3 июля 1951 года.
Изначально установленные на Фархадской ГЭС гидроагрегаты № 1 и 2 были изготовлены в 1936 году для другой (немецкой) гидроэлектростанции, где они и отработали более 10 лет. Гидротурбины поворотно-лопастного типа были изготовлены фирмой Escher Wyss, генераторы — фирмой Siemens-Schuсkert. В 1960 году гидроагрегаты № 1 и 2, к тому времени полностью изношенные, были заменены на новые, мощностью по 30 МВт (турбины были изготовлены Ленинградским металлическим заводом, генераторы — заводом «Уралэлектроаппарат»), что позволило увеличить мощность станции до 126 МВт.
К началу 2000-х годов оборудование Фархадской ГЭС устарело и достигло высокой степени износа. Два гидроагрегата (станционные номера № 1 и 2), оборудованные поворотно-лопастными гидротурбинами ПЛ-587-ВМ-400 (6 лопастей) и генераторами СВ 570/145-32, при проектной мощности 30 МВт не могли развивать мощность более 22 МВт. Еще два гидроагрегата (станционные номера № 3 и 4), оборудованных радиально-осевыми гидротурбинами РО-ВМ-406,4 и подвесными генераторами, при проектной мощности 33 МВт не могли развивать мощность более 30 МВт. Был разработан проект модернизации станции, предусматривающий полную замену гидроагрегатов № 1 и 2, реконструкцию с частичной заменой оборудования гидроагрегатов № 3 и 4 (в частности, были заменены рабочие колеса и направляющие аппараты гидротурбин), замену всего электротехнического оборудования (трансформаторов, распределительных устройств, оборудования собственных нужд), частичную замену гидромеханического оборудования. В 2018 году между АО «Узбекгидроэнерго» и концерном «Силовые машины» был заключен контракт на модернизацию Фархадской ГЭС «под ключ», стоимостью 56,52 млн евро. Работы были проведены в 2019—2021 годах, по их завершении мощность станции увеличилась до 128,24 МВт, среднегодовая выработка электроэнергии — до 531,2 млн кВт·ч. Финансирование проекта модернизации производилось за счет собственных средств «Узбекгидроэнерго» и кредита Внешэкономбанка.
Фархадская ГЭС входит в состав АО «Узбекгидроэнерго» как унитарное предприятие — УП «Фархадская ГЭС».

### Территориальный спор
Территория, на которой расположен головной узел Фархадской ГЭС (но не само здание гидроэлектростанции) в 1933 году была передана от Таджикской ССР в аренду Узбекской ССР на 40 лет. В 2002 году в результате силовой операции таджикской милиции над плотиной ГЭС был установлен таджикский контроль. Неурегулированность территориального спора вокрух плотины Фархадской ГЭС являлась одним из источников напряжённости в отношениях между Таджикистаном и Узбекистаном.
В начале января 2018 года по итогам визита в Душанбе делегации Узбекистана во главе с премьер-министром Абдулло Ариповым стороны договорились, что территория, на которой расположена плотина Фархадской ГЭС, будет признана территорией Таджикистана, а сам гидроэнергетический объект — собственностью Узбекистана. Охрану объекта будет осуществлять таджикская сторона, а его техническим обслуживанием будет заниматься Узбекистан.